# Badis blosyrus
Badis blosyrus es una especie de pez del género Badis, familia Badidae. Fue descrita científicamente por Kullander & Britz en 2002.
Se distribuye por la India. La longitud estándar (SL) es de 4,2 centímetros. Especie bentopelágica que habita en aguas dulces.
Está clasificada como una especie marina inofensiva para el ser humano.